# Giant Robot
Giant Robot är det enda albumet av bandet Giant Robot, lett av gitarristen Buckethead. Albumet släpptes år 1996.

## Låtlista
| Nr  | Titel             | Längd |
| --- | ----------------- | ----- |
| 1.  | Jowls             | 4:21  |
| 2.  | Giant Robot       | 5:56  |
| 3.  | Hog Bitch Stomp   | 1:19  |
| 4.  | Binge Buddies     | 3:25  |
| 5.  | Sally             | 3:44  |
| 6.  | I Love My Parents | 1:52  |
| 7.  | Idle Hands        | 1:01  |
| 8.  | Well, Well, Well  | 3:50  |
| 9.  | Scraps            | 6:02  |
| 10. | Mrs. Beasley      | 3:56  |
| 11. | Scapula           | 4:15  |
| 12. | The Void          | 4:14  |
| 13. | Chicken Boy       | 11:23 |

## Lista över medverkande
- Giant Robot:
  - Buckethead - gitarr, bas
  - Brain - Trummor
  - Pete Scaturro  - keyboard